# Amuletă

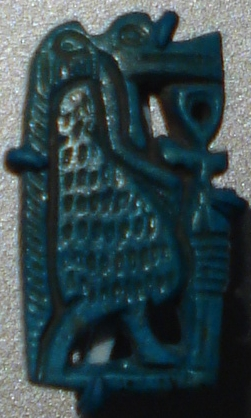
Amuletă din Egiptul Antic (c. 1539–1292 î.d.H.)

Amuletă (din semiticul hamalet = ceea ce se poartă, prin latină amuletum, din franceză amulette) este un obiect mic căruia vechi superstiții îi atribuie puterea magică de a aduce noroc și de a-l apăra pe cel care îl poartă de influențele malefice ale duhurilor rele.
Amuleta era considerată de vechii egipteni o apărătoare împotriva bolilor și a oricărui rău, precum și călăuză pe drumul spre împărăția morții. În urma săpăturilor arheologice în mormintele rămase din Egiptul Antic au fost descoperite foarte multe amulete, cele mai multe fiind figuri zoomorfe (capete de animale, de scarabeu), precum și figuri geometrice. Amuletele erau purtate la gât, atârnate de coliere, la urechi, pe cercei și la mâini, împodobind brățările. Alte amulete reprezentau zeități solare, ca cele descoperite în Europa, din epoca bronzului și epoca fierului.
La evrei, o amuletă putea fi realizată din metal (inclusiv plumb), hârtie. decupaj sau colaj (ca și obiectul “șeviti”) și conținea un text caligrafiat, ornat dacă permitea suportul cu elemente executate în tuș și colorate. Localizarea tradițională era în sinagogi sau camera lehuzelor, azi fiind frecventă în muzee.
Pe teritoriul Republicii Moldova, în grota de la Brînzeni a fost găsită o amuletă, care a fost datată cu cca. 35 de mii de ani înainte de Hristos. Această amuletă este lucrată în fildeș de mamut și prezintă un corp "triunghiular" cu gât alungit, care ar putea fi o stilizare a unei forme ihtiomorfe.
Pe un fragment de cărămidă, descoperit la Romula, azi Reșca, județul Olt, a fost găsit gravat un text grecesc, reprezentând un vers din Homer. Grigore Tocilescu remarca faptul că întreaga educație a grecilor și romanilor se făcea sub influența poemelor homerice. Rapsozii le cântau la mese, la sărbători. Pe aceste cântări copiii învățau scrisul și cititul și un vers de Homer gravat pe un obiect se purta la gât și în sân ca amuletă apărătoare de nenorociri.